# Thorectes punctulatus
Thorectes punctulatus es una especie de coleóptero de la familia Geotrupidae.

## Distribución geográfica
Habita en Anatolia (Turquía).